# Schupfart
Schupfart (schweizertyska: Schupfert) är en ort och kommun i distriktet Rheinfelden i kantonen Aargau, Schweiz. Kommunen har 883 invånare (2023).